# مران، الباب
مران (به عربی: مران) یک روستا در سوریه است که در ناحیه مرکزی الباب واقع شده‌است. مران ۳٬۶۷۰ نفر جمعیت دارد.